# Test Icicles
Test Icicles a fost o trupă de dance-punk din Marea Britanie. Trupa a fost formata în 2004 de catre Rory Attwell și Sam Mehran, alăturându-se ulterior și Devonte Hynes.

## Istoric
Înainte de formarea trupei, Atwell, Hynes și Mehran, s-au întâlnit prin intermediul unor prieteni comuni. Preferințele comune ale celor trei membri (cum ar fi clubul de noapte Afterskool, din Londra), de asemenea, a condus la frecvente întâlniri între ei. Inițial, trupa a fost denumită "Balls", nume dat de Ferry Gouw, care la scurt timp după ce a părăsit trupa a format Semifinalists. Gouw a părăsit trupa pentru o excursie prelungită spre Indonezia, moment în care Attwell și Mehran l-au recrutat pe Hynes și au schimbat numele trupei în Test Icicles, de asemenea, pornind de la o sugestie din partea lui Gouw. Cei trei membri ai grupului au fost implicați în numeroase proiecte muzicale de scurtă durată înainte de formarea Test Icicles, unele dintre acestea luând formă numai ca melodii postate pe diferite profile muzicale de pe Myspace (cum ar fi producția lui Mehran - DANGEROUSDUDE).
Potrivit NME , Domino a semnat Test Icicles fără a îi auzi. Acest lucru explică, probabil, surpriza pe care au avut-o când au auzit demo-urile pentru album și le-au sugerat să facă niște mici modificări stilistice. Ulterior, aceștia au plecat în Franța cu producătoroul James Ford de la Simian Mobile Disco pentru a înregistra albumul lor de debut, For Screening Purpose Only.
În februarie 2006, trupa și-a anuntat dizolvarea. Într-un interviu luat de NME în martie 2006, Hynes a susținut că "nu au fost niciodată prea încântați de cum au ieșit piesele".
În 26 aprilie 2006, trupa a lansat Dig Your Own Grave , un ultim EP de rămas bun. Acesta a prezentat un CD cu remixuri și piese nelansate, și un DVD cu videoclipurile trupei.

## Post Test Icicles
Attwell a format RAT:ATT:AGG (mai târziu cunoscut sub numele de "Wrists"). Acum lucrează ca și producător sub pseudonimul Brattwell Recordings și are în prezent un proiect solo sub numele de Warm Brains. Hynes înregistrează sub numele de Lightspeed Champion (semnat de asemenea la Domino Records ), iar despre Mehran se crede că s-a mutat înapoi în Statele Unite ale Americii.

## Membri
- Rory Attwell, englez (născut în Londra) - chitară și voce
- Sam Mehran, american (născut în Miami) - voce și chitară
- Devonte Hynes englez (născut în Houston , Texas , mutat la Edinburgh și ulterior în Essex , Anglia) - chitară, clape și voce
- James Ford – tobe (doar în studio, concertele live fiind susținute cu ajutorul unui iPod)

## Discografie

### Album de studio
- For Screening Purposes Only (31 octombrie 2005) #69 UK

### Single-uri și EP-uri
- "Boa vs. Python" (1 august 2005) #46 UK
- "Circle. Square. Triangle" (24 octombrie 2005) #25 UK
- "What's Your Damage?" (16 ianuarie 2006) #31 UK #17 UK indie singles charts [2]
- "Boa vs.Python (Grime Remixes) (27 februarie 2006)
- "Totally Re-Fucked" (6 martie 2006) #133 UK
- "Dig Your Own Grave" (24 aprilie 2006)

### Clasamente și certificări
| An   | Cântec                           | UK  | UK Indie | Album                          |
| ---- | -------------------------------- | --- | -------- | ------------------------------ |
| 2005 | "Boa vs. Python"                 | 46  | 5        | For Screening Purposes Only    |
| 2005 | "Circle. Square. Triangle"       | 25  | 3        | For Screening Purposes Only    |
| 2006 | "What's Your Damage"             | 31  | 9        | For Screening Purposes Only    |
| 2006 | "Boa vs. Python (Grime Remixes)" | -   | -        | Boa vs. Python (Grime Remixes) |
| 2006 | "Totally Re-Fucked"              | 133 | -        | Totally Re-Fucked              |
| 2006 | "Dig Your Own Grave"             | -   | -        | Dig Your Own Grave             |

### Demo-uri
- "4 Track Demo" (July 2004)